# Women's Western Open
Het Women's Western Open was een jaarlijks golftoernooi voor de dames en tevens een major, dat deel uitmaakte van de LPGA Tour. Het toernooi werd opgericht in 1930 en werd in de jaren 1950 door de LPGA erkend als een major. Sinds de oprichting vond het telkens plaats op verschillende golfbanen in de Verenigde Staten.
Van 1930 tot en met 1954 werd het toernooi gespeeld in een matchplay-formule. In 1955 besloot de organisator om de wedstrijdformule om te zetten in een strokeplay-toernooi met een 72-holes evenement.

## Winnaressen

### Matchplay
Van 1930 tot 1954 werd het toernooi gespeeld in een matchplay-formule.
| Jaar | Golfbaan                       | Stad                       | Winnares            | Score    | Runner(s)-up            |
| ---- | ------------------------------ | -------------------------- | ------------------- | -------- | ----------------------- |
| 1930 | Acacia Country Club            | Indian Head Park, Illinois | Lee Mida am         | 6 & 5    | June Beebe am           |
| 1931 | Midlothian Country Club        | Midlothian, Illinois       | June Beebe am       | 3 & 2    | Mrs. Melvin Jones am    |
| 1932 | Ozaukee Country Club           | Mequon, Wisconsin          | Jane Weiller am     | 5 & 4    | June Beebe am           |
| 1933 | Olympia Fields Country Club    | Olympia Fields, Illinois   | June Beebe am       | 3 & 2    | Jane Weiller am         |
| 1934 | Portland Golf & Country Club   | Portland, Oregon           | Marian McDougall am | 9 & 7    | Mrs. Guy Riegel am      |
| 1935 | Sunset Ridge Country Club      | Chicago, Illinois          | Opal Hill am        | 9 & 7    | Mrs. S.L. Reinhart am   |
| 1936 | Topeka Country Club            | Topeka, Kansas             | Opal Hill am        | 3 & 2    | Mrs. Charles Dennehy am |
| 1937 | Beverly Country Club           | Chicago, Illinois          | Helen Hicks         | 6 & 5    | Bea Barrett am          |
| 1938 | Broadmoor GC Country Club      | Colorado Springs, Colorado | Bea Barrett am      | 6 & 4    | Helen Hofmann           |
| 1939 | Westwood Country Club          | St. Louis, Missouri        | Helen Dettweiler    | 4 & 3    | Bea Barrett am          |
| 1940 | Blue Mound Golf & Country Club | Wauwatosa, Wisconsin       | Babe Zaharias am    | 5 & 4    | Mrs. Russell Mann       |
| 1941 | Cincinnati Country Club        | Cincinnati, Ohio           | Patty Berg          | 7 & 6    | Mrs. Burt Weil          |
| 1942 | Elmhurst Country Club          | Chicago, Illinois          | Betty Jameson am    | 9 & 7    | Phyllis Otto            |
| 1943 | Glen Oak Country Club          | Glen Ellyn, Illinois       | Patty Berg          | 1 up     | Dorothy Kirby am        |
| 1944 | Park Ridge Country Club        | Chicago, Illinois          | Babe Zaharias am    | 7 & 5    | Dorothy Germain am      |
| 1945 | Highland Golf & Country Club   | Indianapolis, Indiana      | Babe Zaharias am    | 4 & 2    | Dorothy Germain am      |
| 1946 | Wakonda Club Country Club      | Des Moines, Iowa           | Louise Suggs am     | 2 up     | Patty Berg              |
| 1947 | Capital City Club Country Club | Atlanta, Georgia           | Louise Suggs am     | 4 & 2    | Dorothy Kirby am        |
| 1948 | Skycrest Country Club          | Chicago, Illinois          | Patty Berg          | 37 holes | Babe Zaharias           |
| 1949 | Oklahoma City Country Club     | Oklahoma City, Oklahoma    | Louise Suggs        | 5 & 4    | Betty Jameson           |
| 1950 | Cherry Hills Country Club      | Denver, Colorado           | Babe Zaharias       | 5 & 3    | Peggy Kirk              |
| 1951 | Whitemarsh Valley Country Club | Philadelphia, Pennsylvania | Patty Berg          | 2 up     | Pat O'Sullivan am       |
| 1952 | Skokie Country Club            | Chicago, Illinois          | Betsy Rawls         | 1 up     | Betty Jameson           |
| 1953 | Capital City Club Country Club | Atlanta, Georgia           | Louise Suggs        | 6 & 5    | Patty Berg              |
| 1954 | Glen Flora Country Club        | Waukegan, Illinois         | Betty Jameson       | 6 & 5    | Louise Suggs            |

### Strokeplay
Van 1930 tot 1954 werd het toernooi gespeeld in een strokeplay-formule met een 72-holes evenement.
| Jaar | Golfbaan                     | Stad                 | Winnares         | Score | Score | Info                                |
| ---- | ---------------------------- | -------------------- | ---------------- | ----- | ----- | ----------------------------------- |
| 1955 | Maple Bluff Country Club     | Madison, Wisconsin   | Patty Berg       | 292   | par   |                                     |
| 1956 | Wakonda Country Club         | Des Moines, Iowa     | Beverly Hanson   | 304   | par   |                                     |
| 1957 | Montgomery Country Club      | Montgomery, Alabama  | Patty Berg       | 291   | –1    |                                     |
| 1958 | Kahkwa Country Club          | Erie, Pennsylvania   | Patty Berg       | 293   | +1    |                                     |
| 1959 | Ranier Golf & Country Club   | Seattle, Washington  | Betsy Rawls      | 293   | +5    |                                     |
| 1960 | Beverly Country Club         | Chicago, Illinois    | Joyce Ziske po   | 301   | +9    | Won de play-off van Barbara Romack  |
| 1961 | Belle Meade Country Club     | Nashville, Tennessee | Mary Lena Faulk  | 290   | –10   |                                     |
| 1962 | Montgomery Country Club      | Montgomery, Alabama  | Mickey Wright po | 295   | +7    | Won de play-off van Mary Lena Faulk |
| 1963 | Maple Bluff Country Club     | Madison, Wisconsin   | Mickey Wright    | 292   | par   |                                     |
| 1964 | Scenic Hills Country Club    | Pensacola, Florida   | Carol Mann       | 308   | +8    |                                     |
| 1965 | Beverly Country Club         | Chicago, Illinois    | Susie Maxwell    | 290   | –2    |                                     |
| 1966 | Rainbow Springs Country Club | Mukwonago, Wisconsin | Mickey Wright    | 302   | +2    |                                     |
| 1967 | Pekin Country Club           | Pekin, Illinois      | Kathy Whitworth  | 289   | –11   |                                     |

Legenda
| Toernooirecord |  | po = winnares na play-off |  | am = amateur |

### Meervoudig winnaressen
| Speelster     | Totaal | Jaren                                    |
| ------------- | ------ | ---------------------------------------- |
| Patty Berg    | 7      | 1941, 1943, 1948, 1951, 1955, 1957, 1958 |
| Babe Zaharias | 4      | 1940, 1944, 1945, 1950                   |
| Louise Suggs  | 4      | 1946, 1947, 1949, 1953                   |
| Mickey Wright | 3      | 1962, 1963, 1966                         |
| June Beebe    | 2      | 1931, 1933                               |
| Opal Hill     | 2      | 1935, 1936                               |
| Betty Jameson | 2      | 1942, 1954                               |
| Betsy Rawls   | 2      | 1952, 1959                               |

| Grand Slam |